# Còdex Matritensis
Codex Matritensis és la denominació comuna que es dona en bibliografia als còdexs més valuosos conservats a Madrid uns a la Biblioteca Nacional i un altre al Museu d'Amèrica. També s'utilitzen les expressions Còdex Madrid o Còdex de Madrid. El nom prové del gentilici de Madrid en llatí matritensis.
Entre ells destaquen:
- Còdexs Madrid I-II, dos llibres formats amb els esbossos i anotacions de Leonardo da Vinci (BNE).
- Còdex Tro-Cortesià, un còdex maia (Museu d'Amèrica).
- Còdex Madrid 20486, amb música del segle xiii (BNE).